# Crithagra whytii
El serín de Whyti (Crithagra whytii) es una especie de ave paseriforme de la familia Fringillidae propia del sureste de África.

## Taxonomía
El serín de Whyti anteriormente se clasificaba como una subespecie del serín estriado (Crithagra striolata). Como otras muchas especies el serin de Whyti se clasificaba en el género Serinus, hasta que los estudios genéticos determinaron que era polifilético, por lo que se escindió trasladando la mayoría de las especies al género Crithagra.

## Distribución
El serín de Whyti se encuentra en el sur de Tanzania, Malawi y el norte de Zambia.